# اس‌ام او-۸۷
اس‌ام یو-۸۷ (به انگلیسی: SM U-87) یک زیردریایی بود که طول آن ۷۰٫۰۶ متر (۲۲۹٫۹ فوت) بود. این زیردریایی در سال ۱۹۱۶ ساخته شد.